# Peter Lavrinčík
Peter Lavrinčík (* 12. června 1969) je bývalý slovenský fotbalista, obránce.

## Fotbalová kariéra
V československé lize hrál za Inter Bratislava a Duklu Praha. Nastoupil v 67 ligových utkáních a dal 5 gólů.

## Ligová bilance
| Ročník                                   | Zápasy | Góly | Klub                             |
| ---------------------------------------- | ------ | ---- | -------------------------------- |
| 1. československá fotbalová liga 1989/90 | 11     | 0    | TJ Inter ZŤS Slovnaft Bratislava |
| 1. československá fotbalová liga 1990/91 | 20     | 5    | TJ Inter ZŤS Slovnaft Bratislava |
| 1. československá fotbalová liga 1991/92 | 27     | 0    | FK Inter Bratislava              |
| 1. československá fotbalová liga 1992/93 | 2      | 0    | Inter Bratislava                 |
| 1. československá fotbalová liga 1992/93 | 7      | 0    | Dukla Praha                      |
| CELKEM                                   | 67     | 5    |                                  |